# Evstahij
Evstahij je moško osebno ime.

## Izvor imena
Ime Evstahij izhaja iz latinskega imena Eustachius z različico Eustatius, to pa iz grškega Eυσταχιoς (Eustahios), ki je zloženo iz beed ευ (eu) v pomenu »dobro, prav, srečno, lepo« in σταχυς (stahys) »klas, sad, zarod, otrok«.

## Različice imena
- moške različice imena: Evstah, Staš, Staša, Staško, Stašo
- ženski različici imena: Evstahija, Staša,

## Tujejezikovne različice imena
- pri Angležih: Eustace
- pri Francozih: Eustache, Eustathe
- pri Italijanih: Eustachio
- pri Madžarih: Eusztak, skrajšano Oszti
- pri Poljakih: Eustachy

## Pogostost imena
Po podatkih Statističnega urada Republike Slovenije je bilo na dan 31. decembra 2007 v Sloveniji število moških oseb z imenom Evstahij: 20.

## Osebni praznik
V koledarju je ime Evstahij zapisano 16. julija (Evstahij, škof, † 16. jul. 340).

## Zanimivost
Po italijanskem anatomu Bartolomeju Eustachiju je nastal izraz Evstahijeva cev.